# Martabani-öböl
A Martabani-öböl ( burmaiul: မုတ္တမပင်လယ်ကွေ့   ) vagy másképp a Mottamai-öböl az Andamán-tenger egyik öble Mianmar partvidékén. Az öböl Mottama (korábbi nevén Martaban) kikötővárosról kapta a nevét.
Az öböl hossza körülbelül 150 km, a szélessége kb. 220 km, a mélysége legfeljebb 20 méter.
A Szittaung, Szalven és Yangon folyók ömlenek bele.
Jellegzetessége, hogy erős dagály uralta partvonala van. Az árapály 4-7 méter magasságban ingadozik. A legnagyobb árapály-szint az öböl nyugati részén található Elefánt-pontnál figyelhető meg.
2020-ig az öböl északi részén több mint 160 ezer hektárt jelöltek ki rámszari természetvédelmi területként. Az öböl számos hal-, madár- és gerinctelen fajnak ad otthont, köztük a Bryde-bálna alfajainak.
2008-ban a régiót kőolajlelőhelyekben gazdagnak találták.